# Heminothrus traversus
Heminothrus traversus är en kvalsterart som beskrevs av Hammer 1966. Heminothrus traversus ingår i släktet Heminothrus och familjen Camisiidae. Inga underarter finns listade i Catalogue of Life.